# Peter van de Kamp
Peter van de Kamp (né Piet van de Kamp le 26 décembre 1901 à Kampen, Pays-Bas et mort le 18 mai 1995) est un astronome néerlandais. Il s’est spécialisé en astrométrie et étudia la parallaxe et le mouvement propre des étoiles.
Dans les années 1960, il annonça avoir découvert un compagnon planétaire à l'étoile de Barnard. Cette découverte fut cependant invalidée au début des années 1970.

## Biographie
Il a travaillé à l'Institut d'astronomie Kapteyn (en) (Pays-Bas) avec Pieter Johannes van Rhijn (1886–1960), à l'Observatoire Lick et à l'Observatoire de Sproul (en) à Swarthmore (Pennsylvanie). Kamp assiste Samuel Alfred Mitchell (en) (1874-1960) et Harold Alden à l'Observatoire McCormick à Charlottesville (Virginie).
Il fut aussi musicien et chef d'orchestre au Swarthmore College Symphony Orchestra.